# Cliona parenzani
Cliona parenzani är en svampdjursart som beskrevs av Corriero och Scalera-Liaci 1997. Cliona parenzani ingår i släktet Cliona och familjen borrsvampar.
Artens utbredningsområde är havet utanför Italien. Inga underarter finns listade i Catalogue of Life.